# Skót gael nyelv
A skót gael (skót gaelül gàidhlig) a goidel (gael) nyelvek csoportjába, tágabban a szigeti kelta nyelvek családjába tartozik. Ebbe a csoportba tartozik még az ír és a manx nyelv is. Ez a csoport különbözik a kelta nyelvek úgynevezett „brit” csoportjától, melybe a walesi, a korni és a breton tartozik. A skót gael, a manx és az ír gael egyaránt az óír leszármazottai. A nyelvet angolul gyakran Scottish Gaelic, Scots Gaelic vagy Gàidhlig formában említik.

## Története

A gael nyelvi beszélők területi elhelyezkedése (2011)

## Jövevényszavak
A skót szavak többsége kelta eredetű. Sok szót vettek át a latinból (muinntir, Didòmhnaich), az ógörögből, főleg a vallás miatt, az óskandinávból (eilean, sgeir), a héberből (Sàbaid, Aba) és a scots nyelvből (aidh, bramar).
Hasonlóan a többi indoeurópai nyelvhez, a modern dolgokra a görögből és latinból vett szavakat használja, de gael átírásban. Így a televíziót telebhisean-nak vagy cian-dhealbh-nak, a számítógépet coimpiùtar-nak nevezi, bár utóbbira az aireamhadair, bocsa-fiosa, illetve a bocsa-sgrìobhaidh is elfogadható. A cian-dhealbh, aireamhadair, bocsa-fiosa, bocsa-sgrìobhaidh belső keletkezésű skót szavak. Ennek ellenére az anyanyelvi beszélők gyakran angol szavakkal helyettesítenek még olyan kifejezéseket is, amikre van tökéletes skót változat is. Például az igék mögé egyszerűen odarakják a skót képzőket (-eadh, vagy Lewisban -igeadh, vagyis Tha mi a’ watcheadh (watchigeadh) an telly ahelyett, hogy Tha mi a’ coimhead air a’ chian-dhealbh (= ’Tévét nézek’).
Másfelől megközelítve a skót nyelv hatással volt a scots nyelvre, illetve az angolra is, főleg a sztenderd angolra. 
Skót jövevényszavak az angolban: whisky, slogan, brogue, jilt, clan, strontium, trousers, ahogy néhány földrajzi kifejezés is átkerült, mint ben (beinn), glen (gleann) és loch.

## Gyakori skót gael szavak és kifejezések ír megfelelőkkel
| Skót gael megfelelő       | Ír megfelelő                                             | Manx gael megfelelő  | Magyarul                 |
| ------------------------- | -------------------------------------------------------- | -------------------- | ------------------------ |
| Fàilte                    | Fáilte                                                   | Failt                | Üdv                      |
| Halò                      | Haileo vagy Dia dhuit (szó szerint ’Isten legyen veled’) | Hello                | Helló                    |
| Latha math                | Lá maith                                                 | Laa mie              | Jó napot!                |
| Ciamar a tha thu?         | Conas atá tú? (Cad é mar atá tú? Ulsterben)              | Kys t’ou?            | Hogy vagy?               |
| Ciamar a tha sibh?        | Conas atá sibh? (Cad é mar atá sibh? Ulsterben)          | Kanys ta shiu?       | Hogy vagytok?            |
| Madainn mhath             | Maidin mhaith                                            | Moghrey mie          | Jó reggelt!              |
| Feasgar math              | Trathnóna maith                                          | Fastyr mie           | Jó napot!                |
| Oidhche mhath             | Oíche mhaith                                             | Oie vie              | Jó éjszakát-             |
| Ma ’s e do thoil e        | Más é do thoil é                                         | My saillt            | Ha lenne szíves…         |
| Ma ’s e (bh)ur toil e     | Más é bhur dtoil é                                       | My salliu            | Ha lennének szívesek…    |
| Tapadh leat               | Go raibh maith agat                                      | Gura mie ayd         | Köszönöm.                |
| Tapadh leibh              | Go raibh maith agaibh                                    | Gura mie eu          | Köszönjük.               |
| Dè an t-ainm a tha ort?   | Cad é an t-ainm atá ort? or Cad is ainm duit?            | Cre’n ennym t’ort?   | Hogy hívnak?             |
| Dè an t-ainm a tha oirbh? | Cad é an t-ainm atá oraibh?                              | Cre’n ennym t’erriu? | Mi a nevetek?            |
| Is mise…                  | Is mise…                                                 | Mish…                | … vagyok                 |
| Slàn leat                 | Slán leat                                                | Slane lhiat          | Szia (búcsúzás)          |
| Slàn leibh                | Slán libh                                                | Slane lhiu           | Sziasztok (búcsúzás)     |
| Dè a tha seo?             | Cad é seo?                                               | Cre shoh?            | Mi ez?                   |
| Slàinte                   | Sláinte                                                  | Slaynt               | Egészség! (koccintáskor) |

### Nyelvkönyvek
- Mackinnon, Roderick: Gaelic, London, Hodder and Stoughton, 1971 (Teach Yourself Books, inkább csak nyelvtan)
- Robertson, Boyd & Iain Taylor: Gaelic: A Complete Course for Beginners, McGraw-Hill, 1995 (Teach Yourself Books)
- Spadaro, Katherine M. - Spadaro, K. - Graham, Katie: Colloquial Scottish Gaelic: The Complete Course for Beginners, London, Routledge Chapman & Hall, 2001, ISBN 0-415-20675-8